# Oskar Potiorek
Oskar Potiorek (ur. 20 listopada 1853 w Bad Bleiberg, zm. 17 grudnia 1933 w Klagenfurcie) – generał artylerii (niem. Feldzeugmeister) cesarskiej i królewskiej Armii.

## Życiorys
30 października 1908 został mianowany na stopień generała artylerii. Do 1910 był komendantem 3 Korpusu i generałem dowodzącym w Grazu. W 1910 został szefem Czeskiego Pułku Piechoty Nr 102 w Pradze i inspektorem armii z siedzibą w Wiedniu. W 1911 został inspektorem armii z siedzibą w Sarajewie i równocześnie szefem krajowym (niem. Landeschef, niem. Chef der Landesregierung) Bośni i Hercegowiny.
Uczestnik I wojny światowej, podczas której dowodził wojskami Austro-Węgier w kampanii 1914 przeciwko Serbii. Komendant 5 i 6 Armii w rejonie Driny i Sawy. Odpowiedzialny za klęski armii austro-węgierskiej z armią serbską w bitwie pod Górą Cer (sierpień 1914) i w bitwie nad Kolubarą (listopad-grudzień 1914). 1 stycznia 1915 został przeniesiony w stan spoczynku.
Oskar Potiorek był współpasażerem samochodu, w którym 28 czerwca 1914 w Sarajewie został zamordowany austro-węgierski następca tronu arcyksiążę Franciszek Ferdynand (zamach w Sarajewie), co w efekcie doprowadziło do wybuchu I wojny światowej.

## Ordery i odznaczenia
- Krzyż Wielki Orderu Leopolda[7]
- Order Korony Żelaznej 1. klasy[7]
- Krzyż Wielki Orderu Franciszka Józefa[7]
- Komandor Orderu Świętego Stefana
- Krzyż Zasługi Wojskowej – 1883[8]
- Medal Wojenny[9]
- Odznaka za Służbę Wojskową[9]
- Krzyż Jubileuszowy Wojskowy[9]
- Medal Jubileuszowy Pamiątkowy dla Sił Zbrojnych i Żandarmerii
- Order Orła Czerwonego I Klasy z Diamentami (Cesarstwo Niemieckie)[9]
- Order Królewski Korony II Klasy z Gwiazdą (Cesarstwo Niemieckie)[9]
- Krzyż Komandorski II Klasy Orderu Alberta (Królestwo Saksonii)[9]
- Order Lwa i Słońca I Klasy (Iran)[9]
- Krzyż Wielki Orderu Izabeli Katolickiej (Hiszpania)[9]